# Bataille de Gao (10-11 février 2013)
Pour les articles homonymes, voir Bataille de Gao.
Guerre du Mali
Batailles

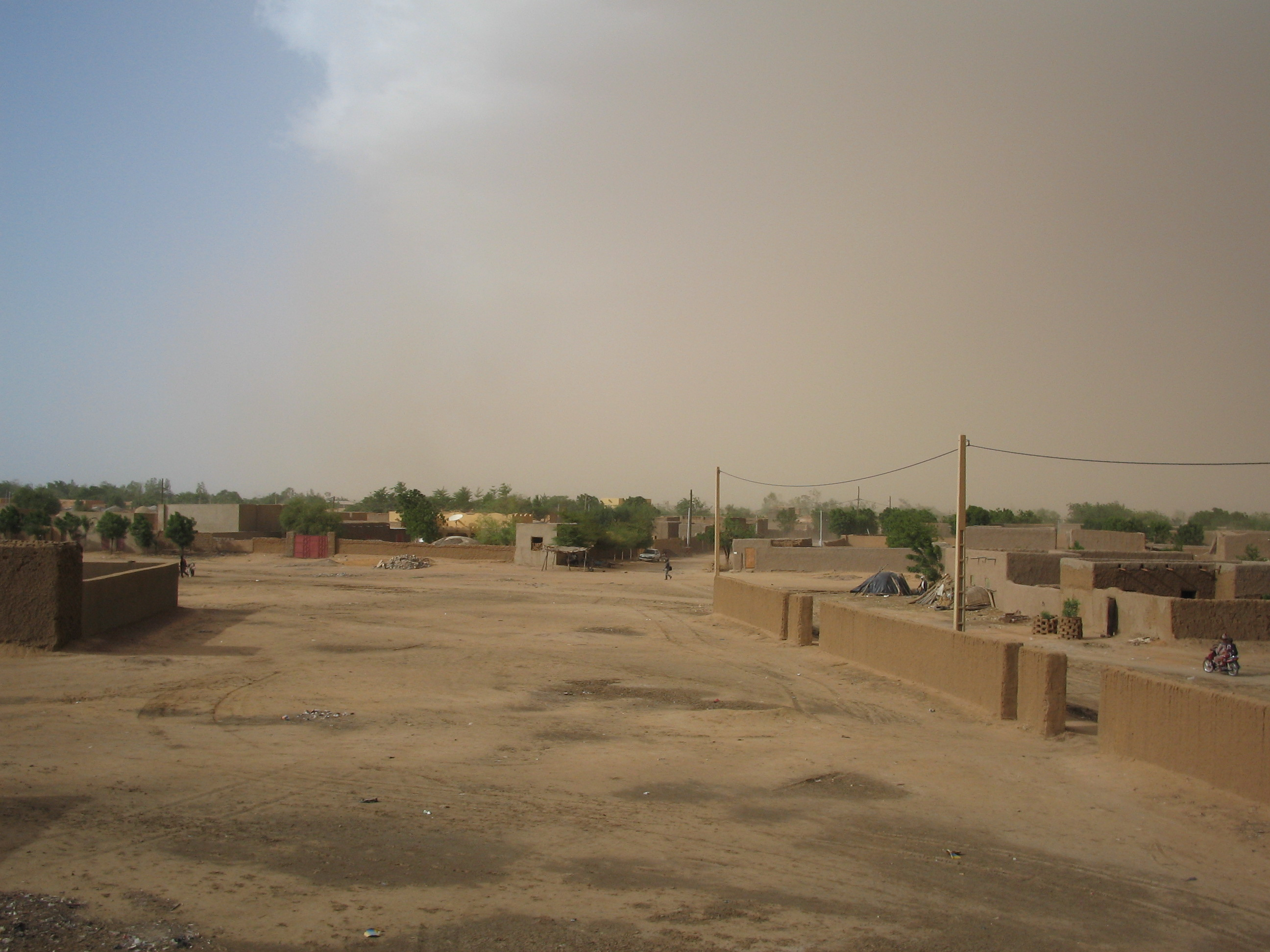
Gao, Mali

La troisième bataille de Gao se déroule pendant la guerre du Mali. Le 10 février 2013, un groupe de djihadistes s'infiltre au cœur de la ville.

## Prélude
La ville de Gao est prise aux jihadistes par les troupes françaises et maliennes le 27 janvier 2013 lors de la deuxième bataille de Gao. Cependant si les soldats maliens et français ont été acclamés par la population de Gao, plusieurs villages de la région sont acquis aux islamistes selon des sources militaires française et maliennes. Le MUJAO annonce son intention de créer une « nouvelle zone de conflit », il promet d’attaquer des convois, de poser des mines, d’envoyer des kamikazes et « d’augmenter les attaques contre la France et ses alliés. »
Début février, les affrontements se poursuivent dans la région de Gao entre les troupes franco-maliennes et des groupes de combattants du MUJAO. Le 5 février, des islamistes effectuent des tirs de roquettes sur des positions militaires françaises et maliennes. Le lendemain, quatre civils maliens sont tués par l'explosion d'une mine entre Gao et Douentza,. Le 8, un kamikaze se fait exploser à Gao, à proximité de soldats maliens, l'un d'entre eux est légèrement blessé. Le lendemain, deux jeunes hommes portant des ceintures explosives sont arrêtés à 20 kilomètres de Gao. Le même jour, une vingtaine de pick-up sont repérés dans le village proche de Kaoussa, deux hélicoptères Tigre et un hélicoptère Puma interviennent et en détruisent deux.

## Déroulement
Dans la nuit du 9 au 10 février, un nouveau kamikaze se fait exploser à un poste de contrôle à l'entrée nord de Gao, sans faire de victimes. La zone est ensuite sécurisée par des soldats français de la 1re compagnie du 2e régiment d'infanterie de marine (2e RIMa). Quelques heures plus tard, un commando du MUJAO pénètre jusqu'au centre de la ville et engage le combat avec la garnison malienne,.
Les islamistes traversent le fleuve Niger avec des pirogues, d'autres peut-être avec des motos. L'attaque a lieu contre le commissariat. Dans l'après-midi, les forces maliennes, nigériennes et françaises reprennent le contrôle de la plus grande partie du centre-ville,.
L'attaque est revendiquée le jour même par le MUJAO, son porte-parole Adnane Abou Walid Al-Sahraoui déclare à l'AFP : « Les fidèles de Dieu ont attaqué avec succès aujourd'hui l'armée malienne, qui a laissé venir les ennemis de l'islam à Gao. Les combats vont se continuer jusqu'à la victoire, grâce à la protection de Dieu. Les moudjahidines sont dans la ville de Gao et y resteront ».
Selon des militaires maliens et des témoignages d'habitants, les islamistes sont au nombre de plusieurs dizaines,, cependant après le combat le général français Bernard Barrera, commandant des opérations françaises au sol au Mali, estima leur nombre à une dizaine d'hommes seulement.
Un millier de soldats maliens et 750 Nigériens occupent la ville. Le combat s'engage devant le commissariat central, ancien siège de la police islamique lors de l'occupation jihadiste. Les islamistes s'emparent du commissariat et s'y retranchent. Les soldats maliens contre-attaquent et assiègent le bâtiment, mais d'autres islamistes dissimulés dans des maisons alentour ouvrent le feu. Des soldats français arrivent ensuite en renfort. 
3 300 soldats français sont cantonnées à l'aéroport international de Gao Korogoussou, une partie de ces forces interviennent en fin d'après-midi. Une colonne blindée de la 4e compagnie du 92e régiment d'infanterie est notamment envoyée évacuer une cinquantaine de journalistes bloqués dans le motel Askia, près de la place de la Charia ou place de l'Indépendance,,,,. D'après des communications interceptées par l'armée française, les djihadistes auraient eu l'intention de prendre des journalistes en otages. De leur côté, les marsouins du 2e RIMa renforcent les troupes maliennes dans les combats près du commissariat. Deux soldats français sont blessés par une grenade au moment où ils sortent de leurs véhicules.
Les combats devant le commissariat cessent en milieu d'après-midi mais se poursuivent ensuite près du gouvernorat. Ils s'interrompent finalement avec la tombée de la nuit. Le lendemain matin, à 5 heures, un hélicoptère français détruit le commissariat de Gao. Dans l'après-midi, les soldats français découvrent dans les ruines quatre mines enfouies dans la cour du bâtiment, une roquette et deux grenades,.

## Les pertes
L'évaluation des pertes des djihadistes est imprécise, selon Jean-Christophe Notin les Maliens évoquent 2  à   18 tués pour les assaillants.
Le 11 février, un haut gradé de l'armée malienne déclare que deux soldats maliens ont été légèrement blessés et que deux djihadistes et trois civils ont été tués selon un premier bilan.
Après les combats, Yamoussa Camara, ministre de la défense, déclare que trois islamistes ont été tués et onze autres faits prisonniers tandis que plusieurs soldats maliens sont blessés.
Selon le journal malien Le Combat, les pertes totales sont de 4 blessés pour l'armée malienne, 18 islamistes tués, une vingtaine de prisonniers et 6 civils tués.
D'après Noulaye Djiteyi, médecin de l'hôpital de Gao, trois civils ont été tués et onze autres blessés par des tirs. Un autre médecin urgentiste, Fatoumata Kanté, évoque 15 blessés, tous civils. Selon le témoignage d'un commerçant, 5 de ses collègues du marché de Gao ont été tués par des balles perdues.